# Northern Light
«Northern Light» (англ. Northern Light, — северное сияние) — проект беспилотной миссии на Марс, состоящей из посадочного модуля и марсохода.
Предполагалось, что космический аппарат будет содержать спускаемый аппарат Northern Light и марсоход Бивер. Посадка аппарата должна была обеспечиваться за счёт использования теплозащитного экрана, парашюта и подушек безопасности. После развертывания спускаемого аппарата на поверхности Марса, команды на дальнейшие действия планировалось отправлять 46 метровой параболической антенной, расположенной в радиообсервотории Algonquin.
Планировалось, что марсоход Бивер проедет 1 км с места посадки. В качестве источника питания предполагалось использовать солнечные батареи.